# Michael E. Rodgers
Michael Ethan Rodgers (* 8. Mai 1969 in Whitburn, West Lothian, Schottland) ist ein britischer Schauspieler und Synchronsprecher.

## Leben
Rogers hatte sein Spielfilmdebüt mit einer kleinen Nebenrolle im US-amerikanischen Horror-Thriller The Dentist mit Corbin Bernsen in der Hauptrolle. Eine weitere, kleine Rolle hatte er an der Seite von Angelina Jolie im mit zwei Emmys ausgezeichneten Fernsehfilm Gia – Preis der Schönheit. Es folgten einige Gastrollen in Fernsehserien wie New York Cops – NYPD Blue und  Will & Grace, von 2003 bis 2004 stellte er in der Serie American Dreams die Rolle des Colin dar. 2005 war Rogers neben Sam Neill, Lou Diamond Phillips und Eric Stoltz in einer der Hauptrollen der Miniserie Bermuda Dreieck – Tor zu einer anderen Zeit zu sehen. 2008 wirkte er in drei Folgen der Seifenoper Jung und leidenschaftlich – Wie das Leben so spielt mit.

## Filmografie (Auswahl)
- 1998: Gia – Der Preis der Schönheit (Gia)
- 1998: New York Cops – NYPD Blue (NYPD Blue)
- 1998: Unsere verrückte Farm (At Sachem Farm)
- 2000: Thomas, die fantastische Lokomotive (Thomas and the Magic Railroad)
- 2000: Will & Grace
- 2002: Auto Focus
- 2003: The Bone Hunter
- 2005: Bermuda Dreieck – Tor zu einer anderen Zeit (The Triangle)
- 2006: Bones – Die Knochenjägerin (Bones)
- 2006: CSI: Miami
- 2006: Arnie Allmächtig (Thank Heaven)
- 2008: Jung und Leidenschaftlich – Wie das Leben so spielt (As the World Turns)
- 2010: Leverage

## Als Synchronsprecher
- 2006: Final Fantasy XII – Richter Gabranth[1]